# Elect Sport N'Djamena
L'Elect Sport N'Djamena è una squadra di calcio africana del Ciad.
Fondato nel 1964, il club gioca nella massima serie del Ciad.

## Rosa
| N. |                 | Ruolo | Calciatore            |
| -- | --------------- | ----- | --------------------- |
|    | Ciad (bandiera) | P     | Ateib Mahamat         |
|    | Ciad (bandiera) | P     | Adoum Deffallah       |
|    | Ciad (bandiera) | P     | Ferdinand Madjiyedjim |
|    | Ciad (bandiera) | D     | Goudja Issa           |
|    | Ciad (bandiera) | D     | Kori Lombore          |
|    | Ciad (bandiera) | D     | Adam Hissein          |
|    | Ciad (bandiera) | D     | Seid Mahamat Dallah   |
|    | Ciad (bandiera) | D     | Alhadji Ibrahim       |
|    | Ciad (bandiera) | D     | Oumar Hissein         |
|    | Ciad (bandiera) | D     | Adamou Bouba          |
|    | Ciad (bandiera) | D     | Bertrand Ndodjim      |
|    | Ciad (bandiera) | D     | Djimet Ahmat Albadour |
|    | Ciad (bandiera) | C     | Aaron Daidansson      |
|    | Ciad (bandiera) | C     | Anatole Djekaouassem  |

| N. |                    | Ruolo | Calciatore                |
| -- | ------------------ | ----- | ------------------------- |
|    | Ciad (bandiera)    | C     | Fadalallah Moukhtar       |
|    | Ciad (bandiera)    | C     | Abdoulaye Mahamat Lawadji |
|    | Camerun (bandiera) | C     | Ecthu William             |
|    | Ciad (bandiera)    | C     | Jean Paul Ponde           |
|    | Ciad (bandiera)    | C     | Mai Moussa Ahmat Abakar   |
|    | Ciad (bandiera)    | A     | Ahmat Brahim              |
|    | Ciad (bandiera)    | A     | Wola Djong Yang           |
|    | Ciad (bandiera)    | A     | Abdoulaye Eric Calice     |
|    | Ciad (bandiera)    | A     | Edgar Minganodji          |
|    | Ciad (bandiera)    | A     | Issa Djibert              |
|    | Ciad (bandiera)    | A     | Bemba Ange Marante        |
|    | Ciad (bandiera)    | A     | Mbaimamgone Cyril         |
|    | Ciad (bandiera)    | A     | Hassane Brahim            |

## Stadio
Il club gioca le gare casalinghe allo Stade Omnisports Idriss Mahamat Ouya che ha una capacità di 30000 posti a sedere.

## Palmarès

### Competizioni nazionali
- Chad Premier League: 7

1988, 1990, 1992, 2008, 2018, 2019, 2022
- Coupe du Tchad: 1

2023